# Heteropoda panaretiformis
Heteropoda panaretiformis este o specie de păianjeni din genul Heteropoda, familia Sparassidae, descrisă de Strand, 1906. Conform Catalogue of Life specia Heteropoda panaretiformis nu are subspecii cunoscute.